# 埃格洛·奥斯克·古斯塔夫斯多蒂尔
埃格洛·奥斯克·古斯塔夫斯多蒂尔（1995年2月1日—）生于雷克雅未克，是一名冰岛女子游泳运动员，主攻仰泳。她曾参加2012年伦敦奥运和2016年里约奥运，最好名次是2016年里约奥运女子200米仰泳的第8名。她也曾获得2015年度最佳冰岛运动员奖。她曾计划参加2020年东京奥运，然而困扰她多年的背部伤病使得她于2020年6月决定提前放弃运动生涯。